# Женска фудбалска репрезентација Суринама
Женска фудбалска репрезентација Суринама (хол. Surinaams voetbalelftal (vrouwen), је женски фудбалски тим који представља Суринам на међународним такмичењима и такмичи се у Конфедерацији фудбалског савеза Северне, Централне Америке и Кариба (Конкакаф).

## Штрајк играчица
Неколико сати пре њихове последње квалификационе утакмице против Антигве и Барбуде, током Квалификације за Конкакафов шампионат 2022., цео тим је дао изјаву у којој најављује своју колективну оставку. Тим је навео да су се варварске околности и неједнак третман показали као последња кап. Играчице су тражили да цео одбор суринамског савеза (СВБ) оде са функције, у супротном ће сви позиви у репрезентацију бити одбијени. Од 13. априла 2022, фудбалски савез Суринама није објавио саопштење након ове одлуке.

## Достигнућа

### Светско првенство у фудбалу за жене
| Светско првенство у фудбалу за жене резултати | Светско првенство у фудбалу за жене резултати | Светско првенство у фудбалу за жене резултати | Светско првенство у фудбалу за жене резултати | Светско првенство у фудбалу за жене резултати | Светско првенство у фудбалу за жене резултати | Светско првенство у фудбалу за жене резултати | Светско првенство у фудбалу за жене резултати | Светско првенство у фудбалу за жене резултати |
| Година                                        | Резултат                                      | Ута                                           | Поб                                           | Нер*                                          | Изг                                           | ГД                                            | ГП                                            |                                               |
| --------------------------------------------- | --------------------------------------------- | --------------------------------------------- | --------------------------------------------- | --------------------------------------------- | --------------------------------------------- | --------------------------------------------- | --------------------------------------------- | --------------------------------------------- |
| 1991                                          | Нису учествовале                              | Нису учествовале                              | Нису учествовале                              | Нису учествовале                              | Нису учествовале                              | Нису учествовале                              | Нису учествовале                              |                                               |
| 1995                                          | Нису учествовале                              | Нису учествовале                              | Нису учествовале                              | Нису учествовале                              | Нису учествовале                              | Нису учествовале                              | Нису учествовале                              |                                               |
| 1999                                          | Нису учествовале                              | Нису учествовале                              | Нису учествовале                              | Нису учествовале                              | Нису учествовале                              | Нису учествовале                              | Нису учествовале                              |                                               |
| 2003                                          | Нису се квалификовале                         | Нису се квалификовале                         | Нису се квалификовале                         | Нису се квалификовале                         | Нису се квалификовале                         | Нису се квалификовале                         | Нису се квалификовале                         |                                               |
| 2007                                          | Нису се квалификовале                         | Нису се квалификовале                         | Нису се квалификовале                         | Нису се квалификовале                         | Нису се квалификовале                         | Нису се квалификовале                         | Нису се квалификовале                         |                                               |
| 2011                                          | Нису се квалификовале                         | Нису се квалификовале                         | Нису се квалификовале                         | Нису се квалификовале                         | Нису се квалификовале                         | Нису се квалификовале                         | Нису се квалификовале                         |                                               |
| 2015                                          | Нису се квалификовале                         | Нису се квалификовале                         | Нису се квалификовале                         | Нису се квалификовале                         | Нису се квалификовале                         | Нису се квалификовале                         | Нису се квалификовале                         |                                               |
| 2019                                          | Нису се квалификовале                         | Нису се квалификовале                         | Нису се квалификовале                         | Нису се квалификовале                         | Нису се квалификовале                         | Нису се квалификовале                         | Нису се квалификовале                         |                                               |
| 2023                                          | Нису се квалификовале                         | Нису се квалификовале                         | Нису се квалификовале                         | Нису се квалификовале                         | Нису се квалификовале                         | Нису се квалификовале                         | Нису се квалификовале                         |                                               |
| Укупно                                        | –                                             | –                                             | –                                             | –                                             | –                                             | –                                             | –                                             |                                               |

*Означава нерешене утакмице укључујући нокаут мечеве одлучене извођењем једанаестераца.

### Олимпијске игре
| Олимпијске игре резултати | Олимпијске игре резултати | Олимпијске игре резултати | Олимпијске игре резултати | Олимпијске игре резултати | Олимпијске игре резултати | Олимпијске игре резултати | Олимпијске игре резултати | Олимпијске игре резултати |          | Квалификације | Квалификације | Квалификације | Квалификације | Квалификације | Квалификације |        |
| Година                    | коло                      | Поз                       | Ута                       | Поб                       | Нер*                      | Изг                       | ГД                        | ГП                        | Ута      | Поб           | Нер*          | Изг           | ГД            | ГП            |               |        |
| ------------------------- | ------------------------- | ------------------------- | ------------------------- | ------------------------- | ------------------------- | ------------------------- | ------------------------- | ------------------------- | -------- | ------------- | ------------- | ------------- | ------------- | ------------- | ------------- | ------ |
| 1996                      | Нису учествовале          | Нису учествовале          | Нису учествовале          | Нису учествовале          | Нису учествовале          | Нису учествовале          | Нису учествовале          | Нису учествовале          | СП 1995. | СП 1995.      | СП 1995.      | СП 1995.      | СП 1995.      | СП 1995.      |               |        |
| 2000                      | Нису учествовале          | Нису учествовале          | Нису учествовале          | Нису учествовале          | Нису учествовале          | Нису учествовале          | Нису учествовале          | Нису учествовале          | СП 1999. | СП 1999.      | СП 1999.      | СП 1999.      | СП 1999.      | СП 1999.      |               |        |
| 2004                      | Нису се квалификовале     | Нису се квалификовале     | Нису се квалификовале     | Нису се квалификовале     | Нису се квалификовале     | Нису се квалификовале     | Нису се квалификовале     | Нису се квалификовале     | 2        | 0             | 0             | 2             | 2             | 6             |               |        |
| 2008                      | Нису се квалификовале     | Нису се квалификовале     | Нису се квалификовале     | Нису се квалификовале     | Нису се квалификовале     | Нису се квалификовале     | Нису се квалификовале     | Нису се квалификовале     | 3        | 2             | 0             | 1             | 17            | 6             |               |        |
| 2012                      | Нису се квалификовале     | Нису се квалификовале     | Нису се квалификовале     | Нису се квалификовале     | Нису се квалификовале     | Нису се квалификовале     | Нису се квалификовале     | Нису се квалификовале     | 3        | 1             | 0             | 2             | 3             | 7             |               |        |
| 2016                      | Одустале                  | Одустале                  | Одустале                  | Одустале                  | Одустале                  | Одустале                  | Одустале                  | Одустале                  | Одустале | Одустале      | Одустале      | Одустале      | Одустале      | Одустале      |               |        |
| 2020                      | Нису се квалификовале     | Нису се квалификовале     | Нису се квалификовале     | Нису се квалификовале     | Нису се квалификовале     | Нису се квалификовале     | Нису се квалификовале     | Нису се квалификовале     | 2        | 0             | 0             | 2             | 1             | 16            |               |        |
| 2024                      | У току                    | У току                    | У току                    | У току                    | У току                    | У току                    | У току                    | У току                    | У току   | У току        | У току        | У току        | У току        | У току        | У току        | У току |
| Укупно                    | –                         | –                         | –                         | –                         | –                         | –                         | –                         | –                         | 10       | 3             | 0             | 7             | 23            | 35            |               |        |

*Означава нерешене утакмице укључујући нокаут мечеве одлучене извођењем једанаестераца.

### Конкакафов шампионат у фудбалу за жене
| Конкакафов шампионат у фудбалу за жене резултати | Конкакафов шампионат у фудбалу за жене резултати | Конкакафов шампионат у фудбалу за жене резултати | Конкакафов шампионат у фудбалу за жене резултати | Конкакафов шампионат у фудбалу за жене резултати | Конкакафов шампионат у фудбалу за жене резултати | Конкакафов шампионат у фудбалу за жене резултати | Конкакафов шампионат у фудбалу за жене резултати |                  | Квалификациони резултати | Квалификациони резултати | Квалификациони резултати | Квалификациони резултати | Квалификациони резултати | Квалификациони резултати |
| Година                                           | Рез                                              | Ута                                              | Поб                                              | Нер*                                             | Изг                                              | ГД                                               | ГП                                               | Ута              | Поб                      | Нер*                     | Изг                      | ГД                       | ГП                       |                          |
| ------------------------------------------------ | ------------------------------------------------ | ------------------------------------------------ | ------------------------------------------------ | ------------------------------------------------ | ------------------------------------------------ | ------------------------------------------------ | ------------------------------------------------ | ---------------- | ------------------------ | ------------------------ | ------------------------ | ------------------------ | ------------------------ | ------------------------ |
| 1991                                             | Нису учествовале                                 | Нису учествовале                                 | Нису учествовале                                 | Нису учествовале                                 | Нису учествовале                                 | Нису учествовале                                 | Нису учествовале                                 | Нису учествовале | Нису учествовале         | Нису учествовале         | Нису учествовале         | Нису учествовале         | Нису учествовале         |                          |
| 1993                                             | Нису учествовале                                 | Нису учествовале                                 | Нису учествовале                                 | Нису учествовале                                 | Нису учествовале                                 | Нису учествовале                                 | Нису учествовале                                 | Нису учествовале | Нису учествовале         | Нису учествовале         | Нису учествовале         | Нису учествовале         | Нису учествовале         |                          |
| 1994                                             | Нису учествовале                                 | Нису учествовале                                 | Нису учествовале                                 | Нису учествовале                                 | Нису учествовале                                 | Нису учествовале                                 | Нису учествовале                                 | Нису учествовале | Нису учествовале         | Нису учествовале         | Нису учествовале         | Нису учествовале         | Нису учествовале         |                          |
| 1998                                             | Нису учествовале                                 | Нису учествовале                                 | Нису учествовале                                 | Нису учествовале                                 | Нису учествовале                                 | Нису учествовале                                 | Нису учествовале                                 | Нису учествовале | Нису учествовале         | Нису учествовале         | Нису учествовале         | Нису учествовале         | Нису учествовале         |                          |
| 2000                                             | Нису учествовале                                 | Нису учествовале                                 | Нису учествовале                                 | Нису учествовале                                 | Нису учествовале                                 | Нису учествовале                                 | Нису учествовале                                 | Нису учествовале | Нису учествовале         | Нису учествовале         | Нису учествовале         | Нису учествовале         | Нису учествовале         |                          |
| 2002                                             | Нису се квалификовале                            | Нису се квалификовале                            | Нису се квалификовале                            | Нису се квалификовале                            | Нису се квалификовале                            | Нису се квалификовале                            | Нису се квалификовале                            | 6                | 2                        | 0                        | 4                        | 11                       | 11                       |                          |
| 2006                                             | Нису се квалификовале                            | Нису се квалификовале                            | Нису се квалификовале                            | Нису се квалификовале                            | Нису се квалификовале                            | Нису се квалификовале                            | Нису се квалификовале                            | 5                | 2                        | 0                        | 3                        | 11                       | 11                       |                          |
| 2010                                             | Нису се квалификовале                            | Нису се квалификовале                            | Нису се квалификовале                            | Нису се квалификовале                            | Нису се квалификовале                            | Нису се квалификовале                            | Нису се квалификовале                            | 2                | 1                        | 0                        | 1                        | 1                        | 2                        |                          |
| 2014                                             | Нису се квалификовале                            | Нису се квалификовале                            | Нису се квалификовале                            | Нису се квалификовале                            | Нису се квалификовале                            | Нису се квалификовале                            | Нису се квалификовале                            | 2                | 0                        | 0                        | 2                        | 0                        | 5                        |                          |
| 2018                                             | Нису се квалификовале                            | Нису се квалификовале                            | Нису се квалификовале                            | Нису се квалификовале                            | Нису се квалификовале                            | Нису се квалификовале                            | Нису се квалификовале                            | 3                | 0                        | 0                        | 3                        | 2                        | 9                        |                          |
| 2022                                             | Нису се квалификовале                            | Нису се квалификовале                            | Нису се квалификовале                            | Нису се квалификовале                            | Нису се квалификовале                            | Нису се квалификовале                            | Нису се квалификовале                            | У току           | У току                   | У току                   | У току                   | У току                   | У току                   |                          |
| Укупно                                           | –                                                | –                                                | –                                                | –                                                | –                                                | –                                                | –                                                |                  | 18                       | 5                        | 0                        | 13                       | 25                       | 38                       |

*Означава нерешене утакмице укључујући нокаут мечеве одлучене извођењем једанаестераца.